# Clarence Avant
Clarence Alexander Avant (* 25. Februar 1931 in Climax, North Carolina, Vereinigte Staaten; † 13. August 2023 in Los Angeles, Kalifornien, Vereinigte Staaten) war ein US-amerikanischer Musikmanager, Geschäftsmann und Filmproduzent, der auch unter dem Namen „The Godfather of Black Music“ bekannt war.

## Leben

### Frühe Jahre
Clarence Alexander Avant wurde am 25. Februar 1931 in Climax, North Carolina, als ältestes von acht Kindern geboren. Bis zur achten Klasse besuchte er eine Einklassenschule in Greensboro, North Carolina. Sein erstes und zweites High-School-Jahr verbrachte er an der Dudley High School in Greensboro, bevor er 1947 als Teenager nach New Jersey zog. Dort arbeitete Avant zunächst als Lagerverwalter bei Macy’s sowie für eine Anwaltskanzlei. Seine Karriere im Musikgeschäft begann er in den 1950er Jahren als Manager von Teddy P’s Lounge in Newark, New Jersey, die dem Veranstalter Teddy Powell gehörte. Joe Glaser, der von 1935 bis zu seinem Tod im Jahr 1969 Manager von Louis Armstrong und ursprünglicher Besitzer des Sunset Gardens im Süden Chicagos gewesen ist, war Avants Mentor. Glaser gründete am 26. November 1943 die Consolidated Booking Corporation und die Associated Booking Corporation.
Avant managte später den Rhythm-&-Blues-Sänger Little Willie John, die Jazz-Sängerin und Pianistin Sarah Vaughan, die Soulsängerin Kim Weston, den brasilianischen Komponisten, Sänger und Gitarristen und wichtigen Vertreter der Bossa Nova Luiz Bonfá, den Jazz-Pianisten Wynton Kelly, den Jazz-Trompeter Freddie Hubbard, den Jazzmusiker Curtis Fuller, den Jazz- und Improvisationsmusiker und Komponisten Pat Thomas, den Rock-’n’-Roll-Pionier Tom Wilson, mit dem Avant in der Wilson Organization zusammenarbeitete, den Jazzproduzenten Creed Taylor, den Jazzorganisten Jimmy Smith und den argentinischen Pianisten, Komponisten, Arrangeur und Dirigenten Lalo Schifrin. Am 7. November 1962 gründete Avant in New York Avant Garde Enterprises, Inc., im selben Monat, in dem Smith Kunde der Associated Booking Corporation wurde. Schifrin und Smith arbeiteten zusammen, um das Album The Cat zu produzieren, das 1964 auf Verve Records veröffentlicht wurde. Im September 1964 eröffnete Avant ein Büro an der Westküste, um den wachsenden Aufträgen für Filmsoundtracks Herr zu werden, die seinen Kunden angeboten wurden. Während seiner Zeit in New York fungierte Avant als Berater, Vorstandsmitglied und Geschäftsführer der National Association of Radio Announcers (NARA), später der National Association of Television and Radio Announcers (NATRA), sowie als Berater für PlayTape, ein zweispuriges Tonbandkassettensystem, das von Frank Stanton entwickelt und erstmals von MGM Records vermarktet wurde. Am 27. September 1966 gründete Avant Sussex Productions, Inc. in New York, eine unabhängige Schallplattenproduktionsfirma mit den Künstlern Four Hi's, Johnny Nash, Terry Bryant, Billy Woods und The Judge and the Jury.

### Venture Records
Venture Records Inc., ein Unternehmen für das Avant erfolgreich das erste Joint Venture zwischen einem afroamerikanischen Künstler und einer großen Plattenfirma organisierte, wurde 1967 in Kalifornien gegründet. Venture Records Inc. wurde als Vertriebskanal für die Soul-Acts von MGM Records gegründet und vom ehemaligen Motown-Songwriter, Plattenproduzenten und A&R-Abteilungsleiter William „Mickey“ Stevenson geleitet.
Im Herbst 1967 zog Avant von Manhattan nach Beverly Hills, um mit Venture Records Inc. zusammenzuarbeiten, und zwar bis 1969, als MGM Records das Label und das Joint Venture schloss. Während dieser Zeit nahm der Plattenproduzent, Songwriter und Geschäftsführer Al Bell die Hilfe von Avant in Anspruch, den er über die National Association of Television and Radio Announcers (NATRA) kennengelernt hatte, um Stax Records an Gulf+Western zu verkaufen. Der Deal wurde am 29. Mai 1968 für 4,3 Millionen US-Dollar abgeschlossen, wobei Avant zehn Prozent aller Schuldverschreibungen erhielt.
Im August 1969 wurde Avant gemeinsam mit Al Bell Associate Producer von Douglas Turner Wards Theaterstück The Reckoning: A Surreal Southern Fable, das in Zusammenarbeit mit der Negro Ensemble Company im St. Mark’s Thater in New York aufgeführt wurde. The Reckoning eröffnete die Off-Broadway-Saison mit der aus der US-amerikanischen Sitcom Good Times bekannten Schauspielerin Ja'Net DuBois.

### Sussex Records
Nach dem Zusammenbruch von Venture Records Inc. blieb Avant in Los Angeles und gründete 1969 das Musiklabel Sussex Records. Das Unternehmen musste im Juni 1975 seine Geschäftstätigkeit einstellen, nachdem die Bundessteuerbehörde der Vereinigten Staaten (IRS) aufgrund von Steuerrückständen in Höhe von 48.000 US-Dollar sämtliche Vermögenswerte beschlagnahmt und versteigert hatte.
Die restlichen Möbel, Bürogeräte und Aufnahmemaster (von CBS Records für 50.500 US-Dollar gekauft) wurden im Juli 1975 in den Büros in Sussex versteigert. Avant nahm den Sänger, Songwriter und Produzenten Bill Withers, den Gitarristen Dennis Coffey und die Soft-Rock-Band Gallery bei Sussex Records unter Vertrag, das von 1970 bis 1974 von Buddah Records vertrieben wurde.
Sussex Records wird in der Dokumentation Searching for Sugar Man erwähnt. Die in der Dokumentation Befragten sagten in ihren Interviews, dass sie Lizenzgebühren aus dem Verkauf der Platten von Sixto Rodriguez an Sussex Records gezahlt hätten. In der Dokumentation wird stark angedeutet, dass Sixto Rodriguez um diese Lizenzgebühren betrogen wurde.

### Avant Garde Broadcasting
Die am 6. August 1971 gegründete Avant Garde Broadcasting, Inc. kaufte am 3. März 1973 den ersten afroamerikanischen UKW-Radiosender im Großraum Los Angeles, KTYM-FM Inglewood, von der Trans America Broadcasting Corp und erwarb dafür die Lizenz für 321.000 US-Dollar sowie Lizenzgebühren der FCC (der US-amerikanischen Bundeskommunikationskommission) und benannte den Sender in KAGB-FM um. Mit einem Schuldschein über 199.900 US-Dollar und Aktienkaufoptionsscheinen der Urban National Corporation aus Boston, Massachusetts (einem im Juli 1971 gegründeten Risikokapitalunternehmen) ging Avant eine Partnerschaft mit zwei Investmentbankern ein. Als ausführender Vizepräsident fungierte Del Shields von der National Association of Television and Radio Announcers (NATRA). Das Management weigerte sich, Ratschläge zur Führung des Senders anzunehmen, obwohl es nie einen Gewinn erzielte. Letztendlich wurde Avant Garde Broadcasting am 20. November 1975 in die Insolvenz gezwungen, als es mit Schuldscheinen und Optionsscheinen in Höhe von rund 400.000 US-Dollar in Verzug geriet. Avant verlor durch den Konkurs etwa 611.168 US-Dollar, 71.500 US-Dollar aus Vorschüssen der Interior Music Corporation zwischen August 1973 und September 1974 und 13.887 US-Dollar aus Darlehen von Sussex Records. Der Komiker Bill Cosby war ein weiterer Investor in Avant Garde Broadcasting und investierte über seine Firma SAH Enterprises ca. 200.000 US-Dollar.

### Save the Children
Im September 1973 veröffentlichte Paramount Pictures den Film Save the Children, bei dem Avant als ausführender Produzent fungierte. Die Produktion wurde auf der Operation PUSH Black Expo in Chicago gedreht und vermischt Auftritte von erfolgreichen, schwarzen Unterhaltungskünstlern mit Filmmaterial, das insbesondere schwarze Kinder in unterschiedlichen Zuständen zeigt, darunter vom Krieg verletzte und unterernährte Flüchtlinge. Der Film wurde im Apollo Theater in Harlem uraufgeführt.

## Auszeichnungen
- 2008: Am 10. Februar verlieh ihm die National Academy of Recording Arts and Sciences den Grammy Trustees Award.[33][23]
- 2009: NAACP Image Award – Hall of Fame Award
- 2016: Am 7. Oktober erhielt Avant einen Stern auf dem Hollywood Walk of Fame für seine Verdienste in der Musikindustrie, der sich am 6363 Hollywood Boulevard neben dem Stern von Jimmy Jam und Terry Lewis befindet.[34][35]
- 2018: Im Februar erhielt Avant als Grammy-Ikone bei der Clive Davis Pre Grammy Gala in Los Angeles den President’s Merit Award.[36]
- 2021: Am 12. Mai gab die Rock and Roll Hall of Fame bekannt, dass Avant den Ahmet Ertegün Award erhalten hat und in die Klasse von 2021 aufgenommen wird.[37] Der frühere Preisträger Bill Withers sowie die Vizepräsidentin Kamala Harris und der frühere Präsident der Vereinigten Staaten, Barack Obama, sprachen in einem Video über den großen Einfluss Avants.[4]

## Persönliches
1967 heiratete Avant Jacqueline „Jackie“ Alberta Gray. Aus der Ehe gingen die zwei Kinder Nicole und Alexander hervor. Nicole Avant ist eine ehemalige Botschafterin der Vereinigten Staaten auf den Bahamas und Ehefrau des Netflix-Managers Ted Sarandos.
Bei einem Einbruch in das Haus des Paares in Beverly Hills, Kalifornien, wurde Avants Ehefrau Jackie am 1. Dezember 2021 im Alter von 81 Jahren erschossen.
Avants 75. Geburtstag wurde 2006 in der Februar-Ausgabe des Billboard-Magazins gewürdigt.
Clarence Avant starb am 13. August 2023 im Alter von 92 Jahren in seinem Haus in Los Angeles.

## Trivia
Clarence Avants Leben und Wirken wird im 2019 veröffentlichten Dokumentarfilm The Godfather of Black Music porträtiert, der von dessen Schwiegersohn Ted Sarandos produziert wurde.